# Exechiopsis pollicata
Exechiopsis pollicata är en tvåvingeart som först beskrevs av Edwards 1925.  Exechiopsis pollicata ingår i släktet Exechiopsis och familjen svampmyggor. Arten är reproducerande i Sverige. Inga underarter finns listade i Catalogue of Life.